# У тмини
У тмини (енгл. In Darkness) је филмски трилер из 2018. Режију потписује Ентони Берн, који је и написао сценарио заједно са Натали Дормер. Главне улоге тумаче Дормер, Ед Скрејн и Емили Ратајковски. Радња филма прати пијанисткињу у Лондону, која је сведок смрти своје комшинице Српкиње.

## Радња
Пијанисткиња почне страховати за свој живот након што случајно чује за сумњиву смрт своје комшинице, ћерке филантропа оптуженог за ратне злочине током рата у Босни и Херцеговини.

## Улоге
| Глумац            | Улога                 |
| ----------------- | --------------------- |
| Натали Дормер     | Софија Макендрик      |
| Ед Скрејн         | Марк Гордон           |
| Емили Ратајковски | Вероник Радић         |
| Нил Маскел        | Оскар Милс            |
| Јан Бејвут        | Зоран Радић           |
| Џејмс Козмо       | Најл Макендрик        |
| Џоели Ричардсон   | Александра Гордон     |
| Олегар Федоро     | православни свештеник |
| Амбер Андерсон    | Џејн                  |
| Хала Горани       | Хала Горани           |